# Biblia de Echternach

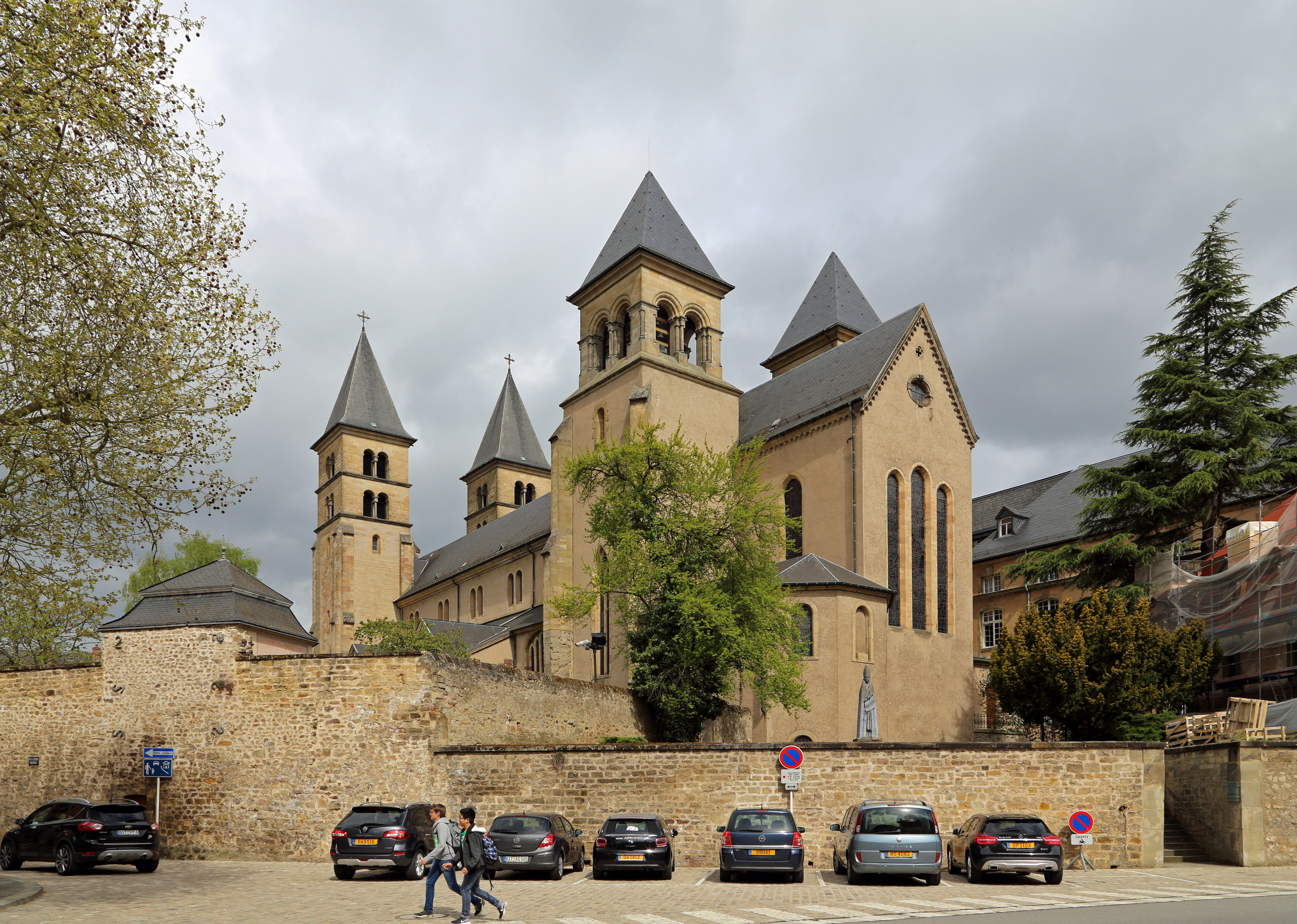
Abadía de Echternach en Luxembourg

Biblia de Echternach (en alemán: Riesenbibel, Biblia Latina, o Gothaer Riesenbibel) es un manuscrito iluminado de Ruotpertus, realizada en el siglo XI, entre 1051 y 1081.

## Descripción
La biblia es un manuscrito iluminado con unas dimensiones de 64.0 x 41.0 centímetros. Es en la colección de la Abadía de Echternach, en Echternach al este de Luxemburgo.  La Bibila Echternach fue escrita por Ruotpertus, un escriba activa en el monasterio de San Willibrord, Echternach, en el momento de Abad Regimbert, entre 1051 y 1081. Este es el mismo Ruotpertus que escribió Gospels (Evangelios) ahora en el Museo Británico (Harley MS 2821).

## Análisis
Los grandes Biblias ilustradas de la época románica son un tipo distinto de manuscrito. Fueron producidos
en los monasterios del norte de Europa, España, e Italia a partir del siglo XI. Suelen medir 45 y 60 centímetros de altura, y entre 30 y 40 centímetros de ancho cuando está cerrado. Los manuscritos típicamente tienen una letra inicial decorada. Las biblias gigantes eran parte de un movimiento de reforma en el norte de Francia, bajo la influencia de Ricardo de Saint-Vanne de Verdun, el famoso reformador de la Abadía de Saint-Vaast en el siglo XI. El primer ejemplo de una Biblia gigante románica es la Biblia de Saint-Vaast. Las biblias fueron para la lectura coro lección en los monasterios reformados. El monasterio de Echternach, el hogar de la Biblia de Echternach, fue reformado por Poppo, un discípulo de Richard.

## El ábaco del baba
Se utilizó una copia del ábaco de Gerberto en la encuadernación de la Biblia de Echnerach. Era una hoja de tamaño póster rígida de pergamino, que fue recortada y utilizada de nuevo en el libro.  En 1940 la Biblioteca Nacional de Luxemburgo desató la Biblia para fotografiar las páginas. El ábaco fue sacada, puso en una caja y se perdió en la biblioteca durante varios años. Un bibliotecario encontró el ábaco de nuevo en 2001.

## Europeana 280
En abril de 2016, Biblia de Echternach fue seleccionada como una de las diez más grandes obras artísticas de Luxemburgo por el proyecto Europeana.